# Gestaltung
Gestaltung ist ein kreativer Schaffensprozess, bei dem durch die Arbeit des Gestaltenden eine Sache erstellt, modifiziert oder entwickelt wird (etwa ein materielles Objekt oder ein Prozess oder eine Struktur oder Situation), wodurch sie eine bestimmte Form oder ein bestimmtes Erscheinungsbild verliehen bekommt oder annimmt. Im weitesten Sinne bezeichnet Gestaltung einen bewussten Eingriff in die Umwelt mit dem Ziel, diese in eine bestimmte Richtung zu verändern. Hierzu zählt dazu neben ästhetischer Gestaltung von unmittelbar Wahrnehmbarem auch die Gestaltung von mittelbar Spürbarem, etwa Lebensgestaltung, Persönlichkeitsgestaltung oder Politik als Gestaltung der gesellschaftlichen Strukturen und Prozesse. Im engeren Sinne ist Gestaltung die bewusste, verändernde Einflussnahme auf die ästhetische Erscheinung von Dingen oder Zusammenhängen, also auf unmittelbar sinnlich wahrnehmbare Phänomene wie Räume, Objekte, Handlungen oder Bewegung. Beispiele sind unter anderem die Bereiche der Kunst sowie die verschiedenen Designbereiche als Gestaltung von Produkten, Grafik, Mode, Architektur oder die individuelle Umfeld- und Körpergestaltung.

## Bedeutung
Besondere Bedeutung kommt Gestaltung im Kontext des Designs zu; hier ist mit Gestaltung in der Regel die zweite Bedeutung gemeint. Dabei bestehen verschiedene Ansätze zur angemessenen Formfindung, je nachdem ob man sich dem Thema funktional, formal oder von Material und Konstruktion ausgehend nähert (siehe Funktionalismus, Formgebung, Styling, Dekoration) Manche Hochschulen nennen den entsprechenden Fachbereich explizit „Gestaltung“, um die umgangssprachlich verengende Assoziation von Design im Sinne von Styling zu vermeiden, etwa die Hochschule für Gestaltung Schwäbisch Gmünd.
Die Bezeichnung Gestaltung wird in beiden oben genannten Bedeutungen auch im Bereich der bildenden Kunst sowie der angewandten und darstellenden Kunst verwendet. In der Kunst ergibt sich die Gestaltung in der Regel in Auseinandersetzung mit der inneren und äußeren Realität sowie der subjektiven und objektiven Realität. Kunstobjekte versuchen Realität zu schaffen, abzubilden, auszudrücken oder zu verfremden, sie versuchen zu irritieren, in Frage zu stellen oder zu intervenieren. Besonders in der Kunst seit den 1960er-Jahren ist der weitere Gestaltungsbegriff als Teil des erweiterten Kunstbegriffs verbreitet (Joseph Beuys, Wolf Vostell, Videokunst, Aktionskunst, Konzeptkunst).
Auch das Objekt des Prozesses der Gestaltung, die Kreation, wird als Gestaltung bezeichnet.

## Berufsbild
Das dazugehörige Berufsbild ist der Designer, Gestalter oder im Bereich der Architektur der Architekt der Innenarchitekt, mit entsprechenden Studiengängen an Universitäten oder Fachhochschulen. Übliche Studiengangsbezeichnungen sind im Bereich Design etwa Industrial Design, Industriedesign, Produktdesign oder Kommunikationsdesign (auch: Visuelle Kommunikation, Grafikdesign, Mediendesign, älter: Gebrauchsgrafik).
Handwerker, die sich in Gestaltung professionell weiterqualifizieren wollen, können sich zum „Gestalter/in im Handwerk“ weiterbilden (etwa in der Akademie für Gestaltung in Aachen, Chemnitz, Dresden, Erfurt, Halle an der Saale, Hannover, Kassel, Koblenz, Leipzig, Lüneburg, München, Münster, Stuttgart, Ulm).
Zudem gibt es die Möglichkeit, eine Weiterbildung zum Staatlich geprüften Gestalter (mit Schwerpunkt, zum Beispiel Produktdesign) an einer Fachschule oder Fachakadamie zu studieren. Dies kann nach einer Berufsausbildung, plus ein bis zweijähriger Berufserfahrung im jeweiligen Ausbildungsberuf, getätigt werden. Die Weiterbildung dauert Vollzeit 2 Jahre oder Teilzeit 3–4 Jahre.

## Gestaltung und Erziehung
Erziehungssituationen können gestaltet werden. Der Erziehende gestaltet – mehr oder weniger optimal, was in der Folge Auswirkungen auf den Erziehungsprozess und die Sozialisation des Kindes haben wird. Die angemessene Gestaltung setzt ein Mindestmaß an Kompetenz voraus. Bei misslungenen Erziehungssituationen (Misshandlung, unangemessene Bestrafung) spricht man weniger von Gestaltung.
Aber auch das zu erziehende Individuum (das Kind, der Jugendliche) wirkt bei der Gestaltung mit – je nach Art seiner Aktivität, Motivation und seiner sonstigen individuellen Voraussetzungen. Gestaltung aber ist in die Verantwortung des Erziehers gestellt, denn das Ergebnis der Erziehungssituationen, die er schafft, hat längerfristige Konsequenzen für das Kind/den Jugendlichen.